# Tournefortia heyneana
Tournefortia heyneana är en strävbladig växtart som beskrevs av Nathaniel Wallich och George Don jr. Tournefortia heyneana ingår i släktet Tournefortia och familjen strävbladiga växter. Inga underarter finns listade i Catalogue of Life.

## Bildgalleri

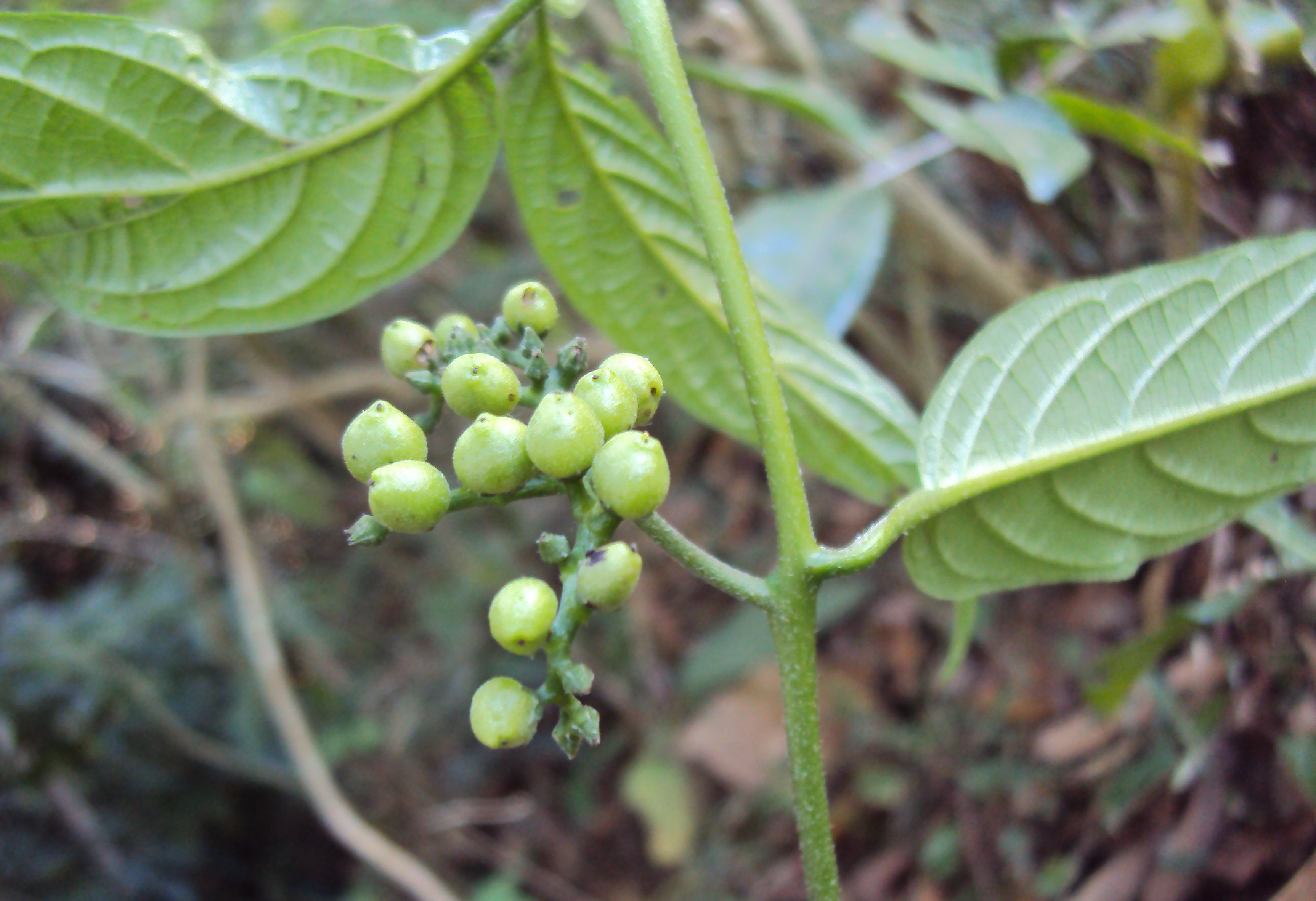
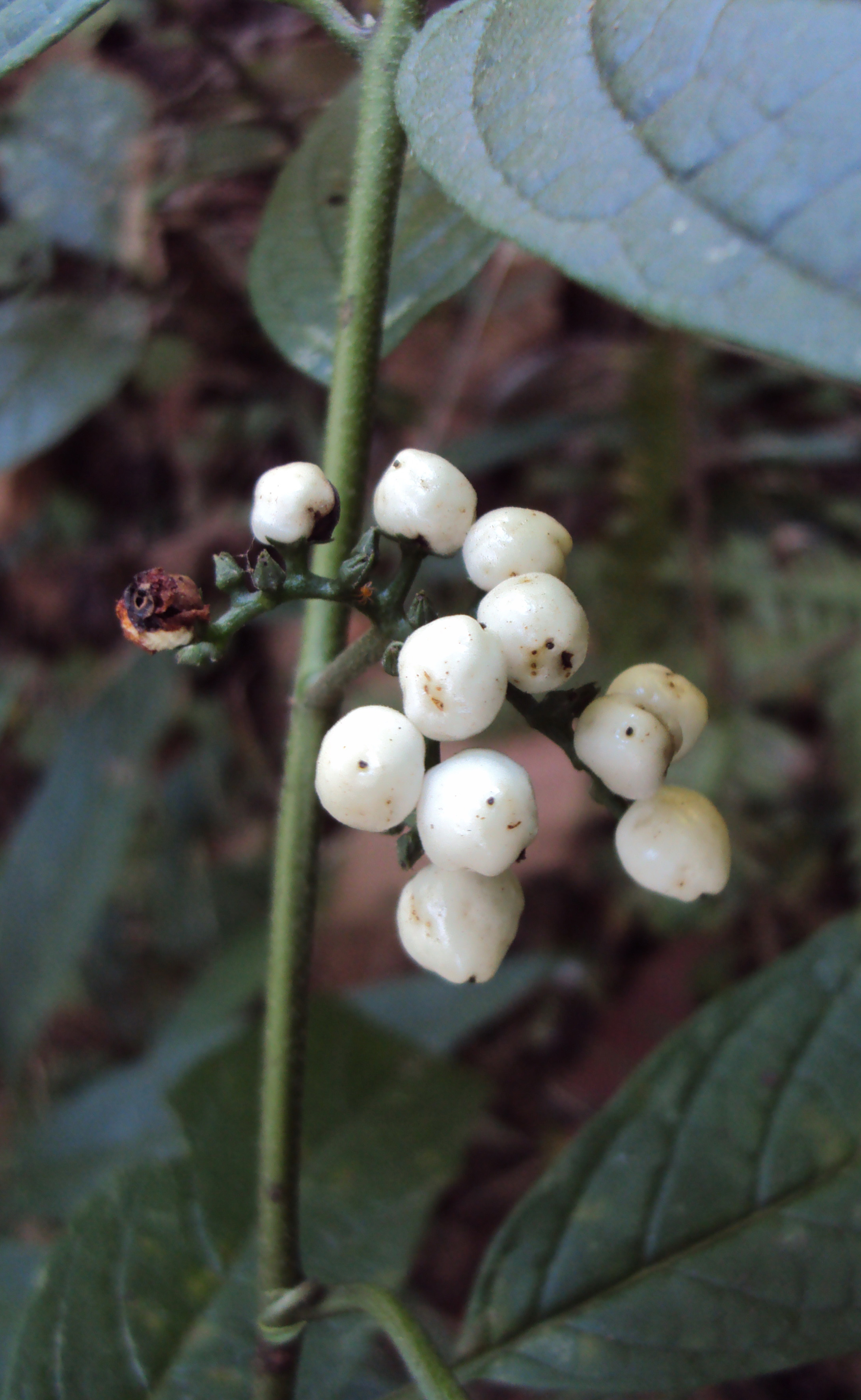
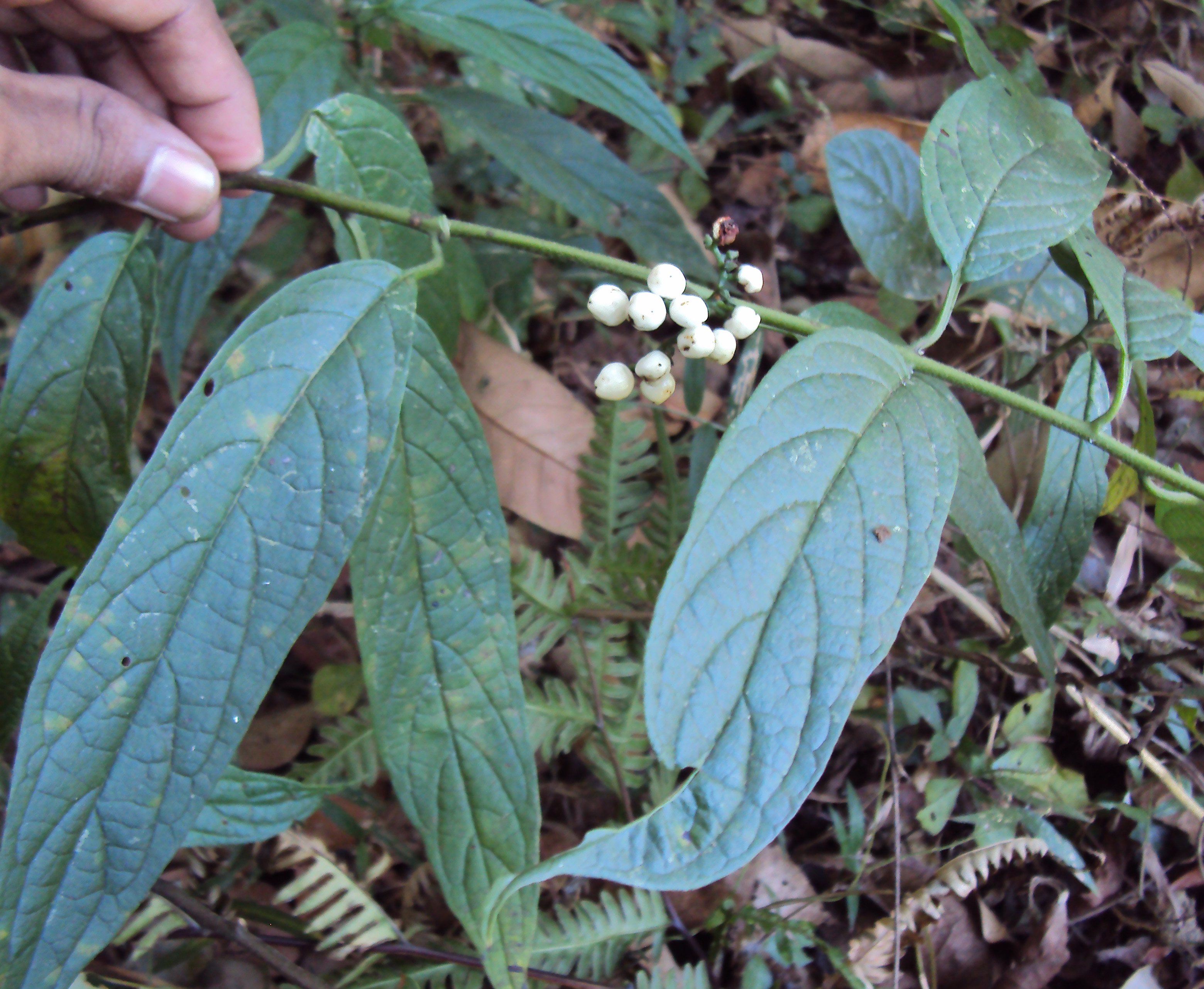
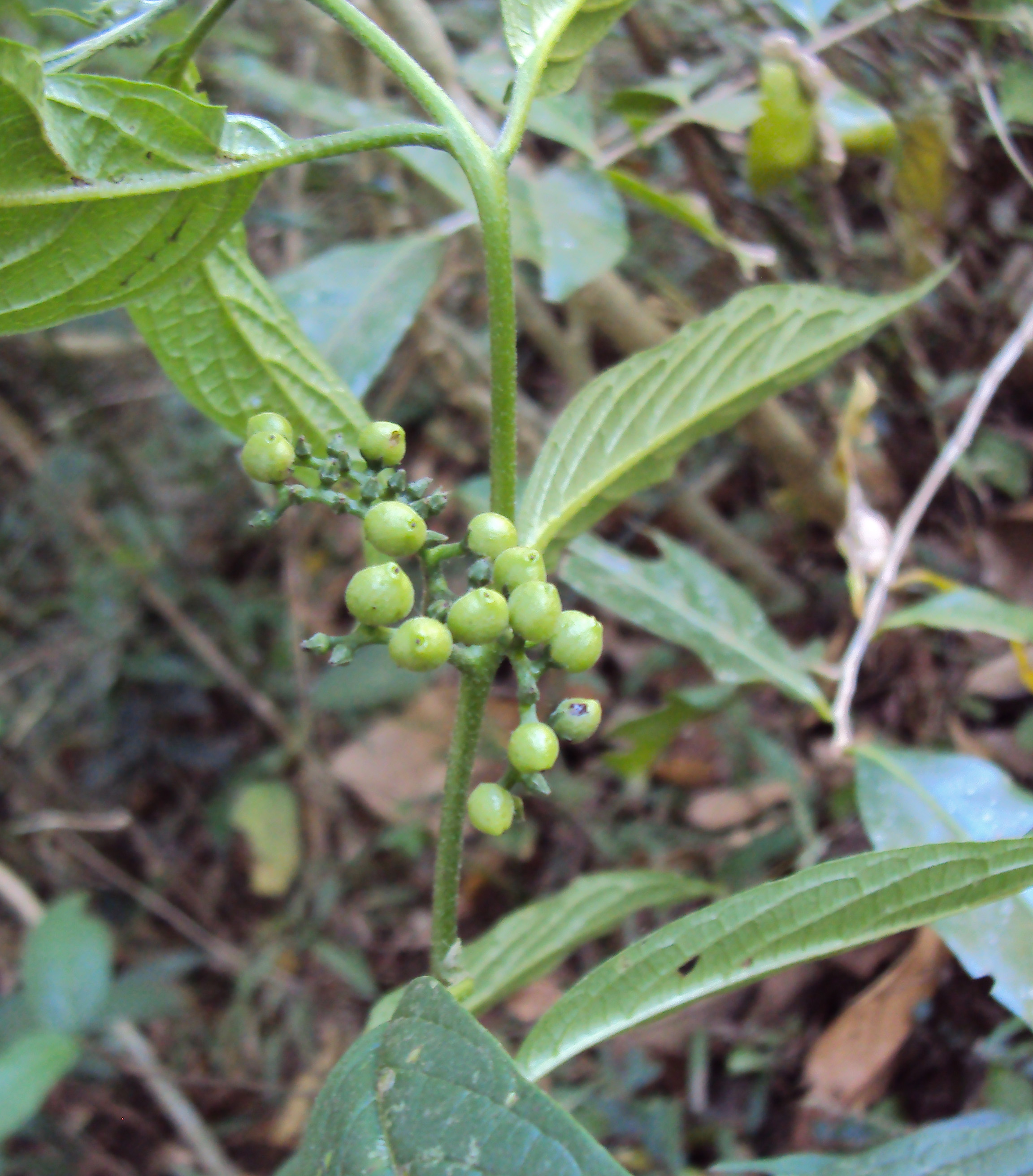
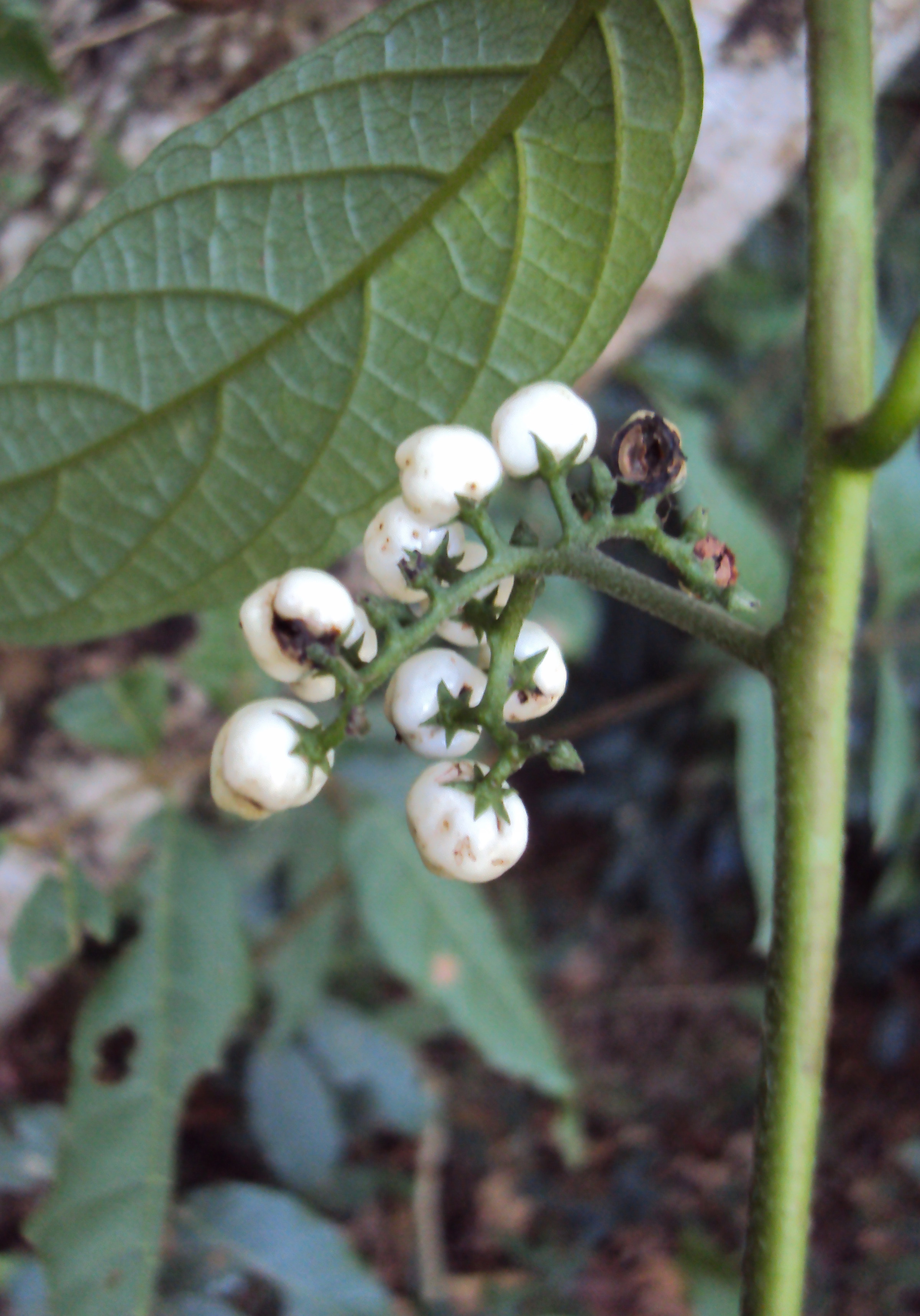
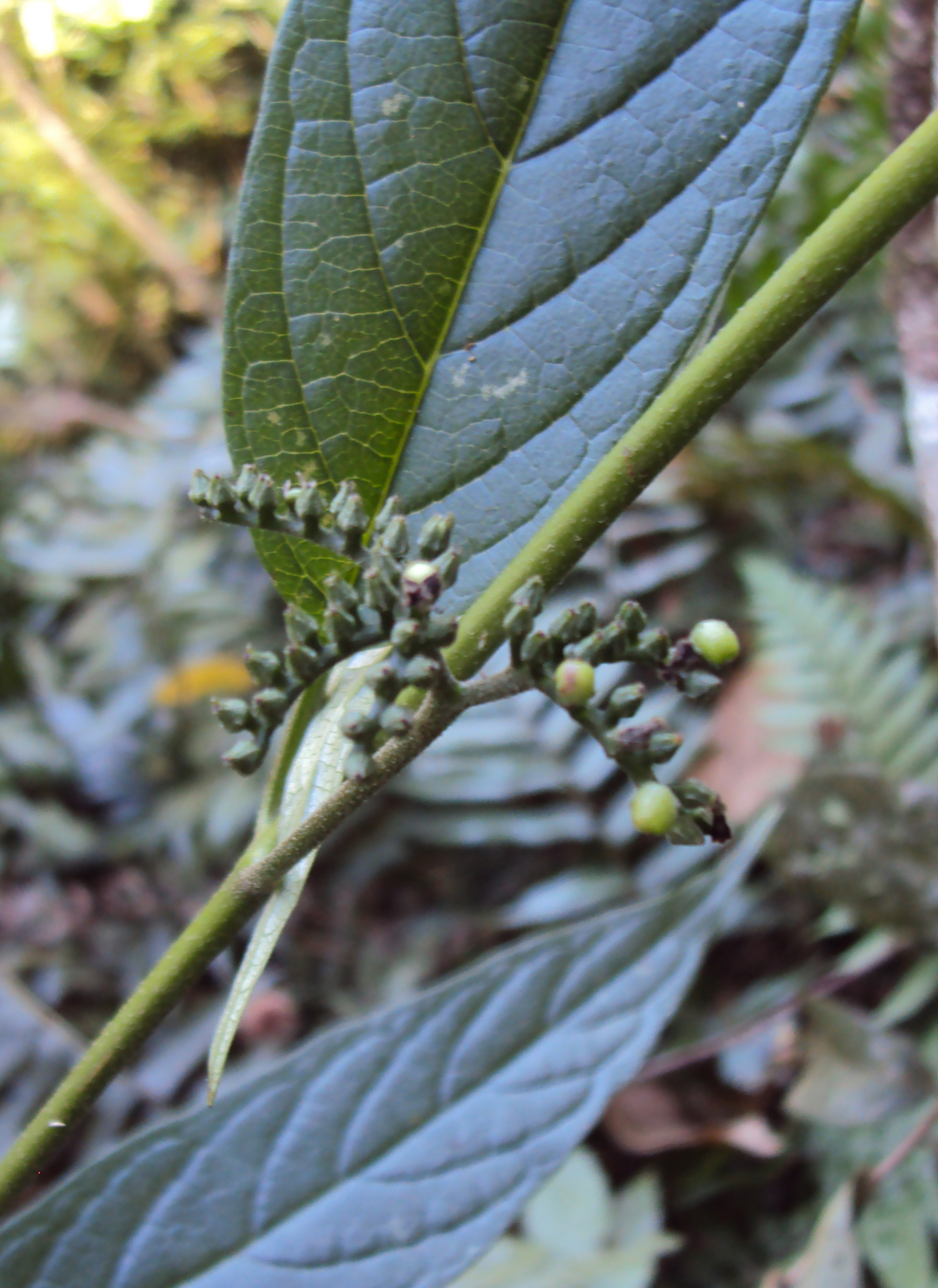